# 塞吕埃勒
塞吕埃勒（法語：Serruelles，法語發音：[sɛʁɥɛl]）是法国谢尔省的一个市镇，属于圣阿芒蒙龙区。

## 地理
塞吕埃勒（46°52'57"N, 2°22'16"E）面积7.51 平方千米，位于法国中央-卢瓦尔河谷大区谢尔省，该省份为法国中部省份，北起卢瓦雷省，西接卢瓦-谢尔省和安德尔省，南至克勒兹省，东南接阿列省，东临涅夫勒省。
与塞吕埃勒接壤的市镇（或旧市镇、城区）包括：谢尔河畔新堡、沙瓦讷、勒韦、圣日耳曼代布瓦、科尔夸。

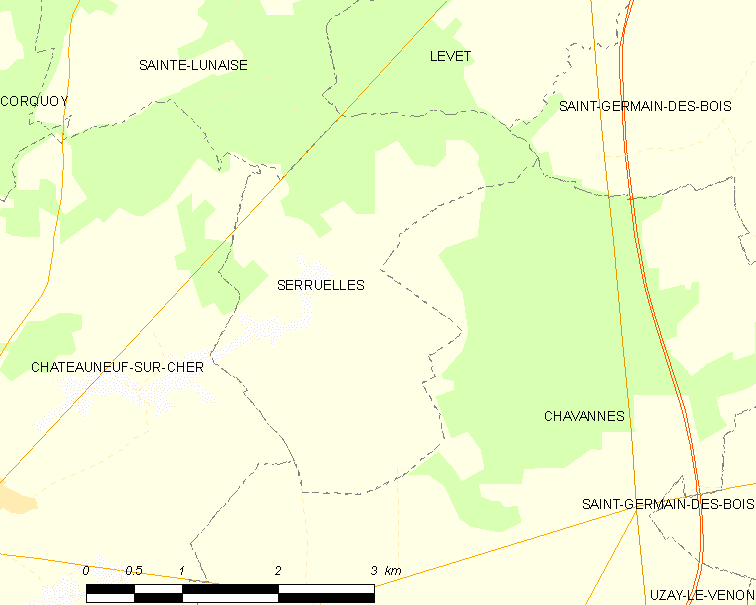
塞吕埃勒的OSM定位图

塞吕埃勒的时区为UTC+01:00、UTC+02:00（夏令时）。

## 行政
塞吕埃勒的邮政编码为18190，INSEE市镇编码为18250。

## 政治
塞吕埃勒所属的省级选区为特鲁伊县。

## 人口

1962-2008年间塞吕埃勒人口变化图示

塞吕埃勒于2022年1月1日时的人口数量为67人。